# ضياء الرحمن خان
ضياء الرحمن خان (1946 - 24 أبريل 2021) سياسي في الحزب الوطني البنجلاديشي وعضوًا في جاتيا سانجساد يمثل دائرة دكا 13.

## الحياة السابقة
ولد خان في قرية باليا في ضامراي أوبازيلا من منطقة دكا. كان والده أتور الرحمن خان رئيس وزراء شرق باكستان عام 1956 ورئيس وزراء بنجلاديش عام 1984.

## الحياة المهنية
كان خان محاميًا بارزًا في المحكمة العليا في بنغلاديش. انتخب لعضوية البرلمان في ذلك الوقت عن دائرة دكا 13 كمرشح للحزب القومي البنغلاديشي في 1991 و15 فبراير 1996، و12 يونيو 1996 و2001.
هُزم خان في دائرة دكا 20 كمرشح للحزب القومي البنغلاديشي في الانتخابات البرلمانية التاسعة لعام 2008 والانتخابات البرلمانية الحادية عشرة لعام 2018.